# Лунка Корбулуј (Арђеш)
Лунка Корбулуј (рум. Lunca Corbului) насеље је у Румунији у округу Арђеш у општини Лунка Корбулуј. Oпштина се налази на надморској висини од 235 m.

## Становништво
Према подацима из 2002. године у насељу је живело 3385 становника, од којих су сви румунске националности.

### Хронологија
| Година       | 1992 | 1993 | 1994 | 1995 | 1996 | 1997 | 1998 | 1999 | 2000 | 2001 | 2002 | 2003 | 2004 | 2005 | 2006 | 2007 | 2008 | 2009 | 2010 | 2011 | 2012 | 2013 | 2014 | 2015 | 2016 | 2017 |
| ------------ | ---- | ---- | ---- | ---- | ---- | ---- | ---- | ---- | ---- | ---- | ---- | ---- | ---- | ---- | ---- | ---- | ---- | ---- | ---- | ---- | ---- | ---- | ---- | ---- | ---- | ---- |
| Становништво | 3805 | 3684 | 3564 | 3494 | 3395 | 3314 | 3210 | 3140 | 3074 | 3016 | 2955 | 2900 | 2874 | 2842 | 2805 | 2803 | 2861 | 2825 | 2805 | 2806 | 2807 | 2772 | 2733 | 2713 | 2686 | 2649 |